# Gösta Hammarbäck
Erik Gösta Hammarbäck, född 19 september 1907 i Norrbärke, Dalarna, död 15 februari 1976 i Sollentuna, var en svensk produktionsledare och producent.
Hammarbäck är begravd på Silverdals griftegård.

## Produktionsledare i urval
- 1957 – Prästen i Uddarbo
- 1958 – Fridolf sticker opp!
- 1958 – Körkarlen
- 1958 – Nära livet
- 1959 – Den kära leken
- 1959 – Fridolfs farliga ålder
- 1960 – Goda vänner och trogna grannar